# Artibeus
Artibeus is een geslacht van zoogdieren uit de familie van de bladneusvleermuizen van de Nieuwe Wereld (Phyllostomidae). De wetenschappelijke naam van het geslacht werd in 1821 gepubliceerd door William Elford Leach.

## Soorten
Er worden 13 soorten in dit geslacht geplaatst:
- Artibeus aequatorialis Andersen, 1906
- Artibeus amplus Handley, 1987
- Artibeus concolor Peters, 1865 – Bruine fruitetende vleermuis
- Artibeus fimbriatus Gray, 1838
- Artibeus fraterculus H. E. Anthony, 1924
- Artibeus hirsutus Andersen, 1906
- Artibeus inopinatus Davis & Carter, 1964
- Artibeus intermedius J. A. Allen, 1897
- Artibeus jamaicensis Leach, 1821 – Jamaicavruchtenvampier
- Artibeus lituratus (I. von Olfers, 1818) – Grote vruchtenvampier
- Artibeus obscurus (H. R. Schinz, 1821) – Donkere fruitetende vleermuis
- Artibeus planirostris (von Spix, 1823)
- Artibeus schwartzi J. K. Jones, 1978